# 永安栈房旧址
永安栈房旧址又稱上海永安紡織公司栈房，是位於中華人民共和國上海市楊浦區杨浦滨江楊樹浦路（杨浦大桥西侧）的一棟建築，又稱双子楼。它是杨浦区64个不可移动文物保护点之一。
1921年（一說1922年6月），郭樂、郭顺兄弟創辦永安第一棉纺织厂。厂区建成时占地面积4万平方米。1930年，在廠區內建造2座倉庫（一說1921年由英商洋行设计，1922年竣工），起名為永安栈房。栈房高三层，为钢筋水泥结构。1937年，栈房被日军佔領。1949年，永安第一棉纺织厂由上海第二十九棉纺织厂接管。1961年，永安栈房西面一半仓库划给上海化工厂當作原料仓库，东面一半仍属上海第二十九棉纺织厂。1966年，廠區改名为上海第二十九棉纺织印染厂。厂区關閉後永安栈房建築留存。1990年，永安栈房东侧仓库成为上海纺织原料仓库杨浦仓库，后被上海纺织（集团）有限公司改建为办公楼对外租赁。2015年，杨浦滨江综合开发办公室对其进行收储和修复。2018年6月，永安栈房旧址西楼被世界技能组织選定为世界技能博物馆（WorldSkills Museum）所在地，世界技能博物馆分為六大展區，总用地面积约10920平方米，总建筑面积10171.5平方米，建筑层数为地上4层，屋面高度17.80米。2022年9月29日公布为第三批杨浦区文物保护单位。2023年11月7日對外開放。东楼则成為商务印书馆的涵芬楼艺术中心。

## 外部連結
- 官方网站